# Forças de segurança

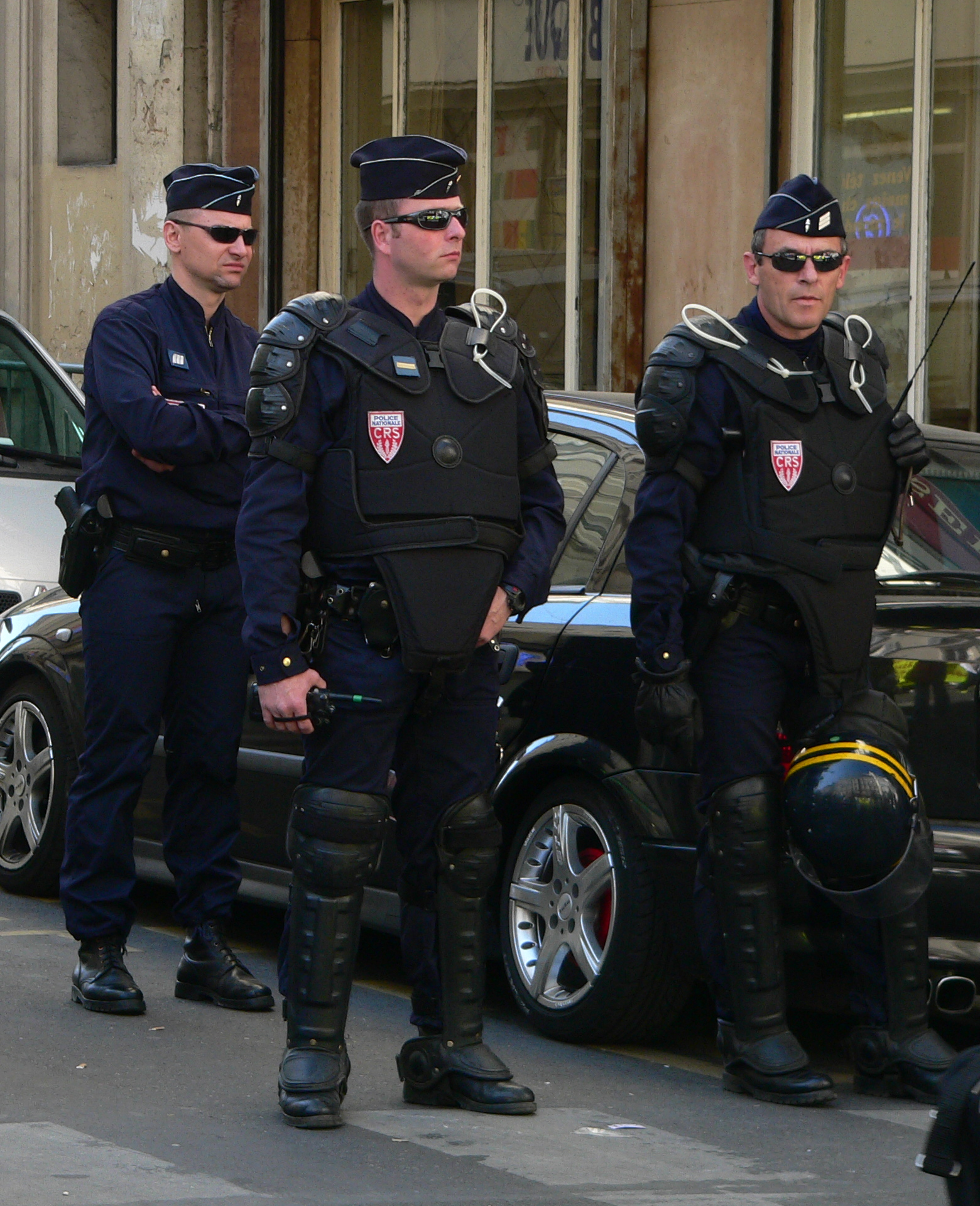
Forças de segurança na França.

As forças de segurança são as organizações cuja missão é proteger e garantir a lei, a ordem e a segurança pública, num estado. Normalmente, as forças de segurança são organismos públicos que funcionam na dependência do governo ou órgão de poder executivo do estado, tendo funções excepcionais, podem desempenhar funções de segurança interna, passando assim a ser consideradas forças de segurança.
As funções mais habituais das forças de segurança são as de polícia. Estas funções incluem a prevenção do crime, a manutenção da ordem pública, a investigação de crimes e delitos, a captura e a guarda de presos e o controlo das fronteiras.

## Forças de segurança por países

### Brasil
No Brasil, a matéria é ditada pelo artigo 144 do Capítulo III da Constituição Federal de 1988 que recepcionou as forças da segurança pública existentes no país.
Assim, a preservação da ordem pública e a incolumidade das pessoas e do patrimônio são atribuições dos seguintes órgãos:
- Polícia Federal - Polícia Judiciária da União;
- Polícia Rodoviária Federal - Patrulhamento ostensivo das rodovias federais;
- Polícia Ferroviária Federal - Patrulhamento ostensivo das ferrovias federais;
- Polícias Civis - Polícia judiciária dos estados da federação brasileira;
- Polícias Militares - Polícia ostensiva e preservação da ordem pública, no âmbito de cada estado da federação brasileira;
- Corpos de Bombeiros Militares - Execução de atividades de defesa civil.
- Guardas Civis Municipais- Policiamento Ostensivo e Preventivo, no âmbito Municipal, bem como a preservação dos bens e direitos Públicos.

### Portugal
Em Portugal existe uma diferença entre os termos "força de segurança", "serviços de segurança" e "polícia". Em termos gerais, são consideradas forças de segurança os organismos públicos, armados, uniformizados e com uma organização e hierarquia de modelo próximo ao do militar, encarregues, normalmente, do policiamento preventivo e ostensivo. Em comparação, os serviços de segurança são os organismos com missões semelhantes às das forças de segurança, mas que normalmente, não atuam uniformizados e dispõem de uma organização de modelo civil. Os serviços de segurança incluem, inclusive, organismos que nem sequer são considerados polícias. O termo "polícia" inclui a generalidade das forças e serviços de segurança. A separação, entre forças e serviços de segurança, é, por vezes, bastante tênue, dada a semelhanças de características entre umas e outras.
Normalmente, são consideradas forças de segurança, em Portugal:
- Guarda Nacional Republicana (GNR);
- Polícia de Segurança Pública (PSP);
- Polícia Marítima (PM);
- Corpo da Guarda Prisional (CGP);

São considerados serviços de segurança:
- Polícia Judiciária (PJ);
- Serviço de Estrangeiros e Fronteiras (SEF) (extinto);
- Polícias Municipais;
- Sistema de Informações da República Portuguesa (SIRP), que, não sendo considerado polícia, é constituído por dois serviços:                 - Serviço de Informações de Segurança (SIS);       - Serviço de Informações Estratégicas de Defesa               (SIED)
- Autoridade de Segurança Alimentar e Económica.

Quanto às polícias militares são parte das Forças Armadas Portuguesas e, por isso, não são incluídas nas forças e serviços de segurança, apesar das semelhanças de funções e de características.

## Segurança Privada e Proteção Pessoal
Além das forças de segurança públicas, a segurança privada desempenha um papel fundamental na proteção de indivíduos e bens em situações específicas. Desde a antiguidade, figuras de destaque, como líderes e reis, contavam com proteção pessoal oferecida por guerreiros especializados. Por exemplo, os Pretorianos de Roma eram responsáveis pela segurança do imperador.
No século XX, a segurança pessoal evoluiu para um setor profissional, com o surgimento de empresas especializadas em proteção executiva. Atualmente, os guarda-costas ou agentes de segurança pessoal são treinados para lidar com uma variedade de situações, incluindo avaliação de ameaças, uso de tecnologia e estratégias de proteção. Esses profissionais frequentemente atuam em parceria com as forças de segurança públicas para garantir a integridade física de seus clientes.